# Багдад (Флорида)
Багдад (енгл. Bagdad) насељено је место без административног статуса у америчкој савезној држави Флорида.

## Демографија
По попису из 2010. године број становника је 3.761, што је 2.271 (152,4%) становника више него 2000. године.
| Група             | 2000.         | 2010.         |
| Белци             | 1.177 (79,0%) | 3.106 (82,6%) |
| Афроамериканци    | 203 (13,6%)   | 329 (8,7%)    |
| Азијати           | 6 (0,4%)      | 44 (1,2%)     |
| Хиспаноамериканци | 28 (1,9%)     | 113 (3,0%)    |
| Укупно            | 1.490         | 3.761         |